# Charaxes katangae
Charaxes katangae är en fjärilsart som beskrevs av Rousseau-decelle 1931. Charaxes katangae ingår i släktet Charaxes och familjen praktfjärilar. Inga underarter finns listade i Catalogue of Life.